# マクロス7
『マクロス7』（マクロスセブン、MACROSS 7）は、1994年10月16日から1995年9月24日まで、毎日放送（MBS）を製作局として、TBS系列（テレビ高知を除く）で放映されたテレビアニメである。全49話+テレビ未放送話3話。
1982年から1983年にかけて放送されたテレビアニメ『超時空要塞マクロス』の世界設定を継承し、OVA『マクロスプラス』と並行して11年ぶりに企画・制作されたテレビシリーズ。前作から35年後の世界を描いており、一部のキャラクターも登場するなど、直接的な繋がりがある。謎の敵の襲撃を受けた宇宙移民船団マクロス7を舞台に、歌にすべてを懸けるロックボーカリスト、熱気バサラが戦場で自分の歌を伝えようと挑戦する姿を描く。本作のタイトルは、物語の主要な舞台である7番目の移民船団の名であり、シリーズの7作目という意味ではない。
原作・スーパーバイザーに河森正治、シリーズ構成に富田祐弘、キャラクター原案に美樹本晴彦、メカニックデザインに宮武一貴（河森と連名）と、前作における主要スタッフが本作においても参加している。アニメーション制作はヒーロー（第34話まで）と葦プロダクションが担当し、監督には新たなファン層を開拓するため、これまでシリーズに無関係だったアミノテツロー（現・アミノテツロ）が起用された。
「歌」「可変戦闘機」「三角関係」という「マクロスシリーズ」における三大要素は本作でも健在であるが、実写的な作りである『マクロスプラス』とは対照的に、「明るいマクロス」で、キャラクター性を押し出したストーリーを志向している。リアリティのある兵器・戦闘描写が評価されていた旧作とは一線を画し、戦場でみずからの危険を顧みず熱唱する主人公の熱気バサラが繰り広げる数々の論理性・合理性を超越した行動は、原作者の河森自身が「リアリズムに対する一種の破壊行為」と評するような作風を構築するいっぽう、きわめて重いテーマ（後述）を内包した作品でもあり、一連のシリーズのなかでは「異色作」とも評価される。

## あらすじ
西暦2009年、地球人類は戦争しか知らない巨人型異星人ゼントラーディと遭遇し、のちに「第一次星間大戦」と呼ばれる史上初の星間戦争により滅亡の危機に瀕する。アイドル歌手リン・ミンメイの歌をきっかけに、文化に目覚めた一部のゼントラーディと共存することになった地球人類は、種の存続のため銀河各方面への移民を開始し、メガロード級移民船に続き、100万人規模の新マクロス級超長距離移民船団を続々と送り出していった。
西暦2045年、新マクロス級7番艦マクロス7を中核とする第37次超長距離移民船団（通称マクロス7船団）は移民惑星を求め、銀河を旅していた。船団内の居住スペースには、地球と変わらぬ町並みが再現されており、民間人・軍人合わせて100万人以上の乗組員が平和な日々をすごしていたが、ある日船団は正体不明の敵バロータ軍の奇襲を受ける。彼らに「スピリチア」と呼ばれる生命エネルギーを奪われた兵士や市民は「生きる気力」とも言うべきものを失い、果ては生命活動を脅かすほどまでに影響を与える。
そのなかで、ロックバンド「Fire Bomber」のボーカリスト、熱気バサラは、愛機VF-19改（ファイアーバルキリー）で戦場に飛び出し、戦うことなく歌を歌い続ける。その行為に対しマクロス7を守る統合軍のエリートパイロット、ガムリン・木崎は特に強い不快感を示し、Fire Bomberの新人ミレーヌ・フレア・ジーナスもバサラの意図を理解できず不満を募らせる。その一方で、敵味方の誰にも理解されないなかで諦めず歌い続けるバサラに対し、わずかながらその姿勢に共鳴する人々も現れはじめる。ミレーヌとガムリンは見合いをきっかけにしだいに親密になり、バサラにも理解を示すようになってゆく。
バサラの歌はやがて敵の兵士の洗脳を解いたり、敵の中核的存在で、スピリチアを糧とする生命体「プロトデビルン」を追い払うといった効果を発揮するようになる。それに着目した統合軍はFire Bomberのメンバーを民間協力隊「サウンドフォース」として管轄下に置く。新開発された歌エネルギー変換ユニットやサウンドブースターを装着したサウンドフォースは襲い来るプロトデビルンを次々に撃退し、人々はそれに喝采を送るが、それは自分の歌を伝えたいというバサラの思いとは異なっていた。自分の歌が一向に伝わらないことで、バサラは歌う意味を求め放浪の旅に出かけ、その果てに迷いを振り切りふたたび歌いはじめる。
プロトデビルンとの戦いが激しさを増すなか、バサラはただ銀河に向かって歌いつづけ、その歌はやがてプロトデビルンの心を揺り動かすことになる。バサラに触発され、みずから歌いだすことにより自己から湧き上がる無限のスピリチアの存在に気づいたプロトデビルンは、もはや人類からスピリチアを奪い取る必要がないことを悟って遠い宇宙へと飛び立ってゆく。

## 登場人物
おもな登場人物は以下のとおり。
熱気バサラ
声 - 林延年、歌 - 福山芳樹
本作の主人公。Fire Bomberのボーカル兼リードギター担当。
ミレーヌ・フレア・ジーナス
声 - 桜井智、歌 - チエ・カジウラ
Fire Bomberのボーカル兼ベース担当。
レイ・ラブロック
声 - 菅原正志
Fire Bomberのリーダー。キーボード担当。
ビヒーダ・フィーズ
声 - 高乃麗
Fire Bomberのドラム担当。
ガムリン・木崎
声 - 子安武人
統合軍の精鋭部隊ダイアモンドフォースのパイロット。
マクシミリアン・ジーナス
声 - 速水奨
マクロス7船団長兼バトル7艦長。ミレーヌの父親。
ミリア・ファリーナ・ジーナス
声 - 竹田えり
都市艦シティ7市長。ミレーヌの母親。
エキセドル・フォルモ
声 - 大林隆之介
マクロス7船団オブザーバー。巨人サイズのゼントラーディ人。
イワーノ・ゲペルニッチ
声 - 井上瑤
バロータ軍の総司令官。プロトデビルンの首領。
ナレーションは井上瑤（第1話 - 第6話、第39話）、菅原正志（第8話、第12話、第17話以降）、土井美加（テレビ未放映話「最強女の艦隊」）が担当している。

## 登場メカ

### マクロス7船団所属

#### マクロス7船団の可変戦闘機
VF-19改 エクスカリバー 熱気バサラスペシャル
統合軍の最新鋭可変戦闘機、VF-19 エクスカリバーを改造した、熱気バサラ専用機。通称ファイアーバルキリー。赤を基調とする機体と、バトロイド（人型ロボット）形態における人の顔のような造形が施された頭部が特徴で、歌を届けるためのスピーカーポッドを射出するランチャーポッドや、大気中用のスピーカーユニットを装備している。
VF-17 ナイトメア
統合軍の特殊作戦機。精鋭部隊ダイアモンドフォース専用機で、指揮官用のVF-17S、一般隊員用のVF-17Dが登場する。通称ステルスバルキリー。
VF-11C サンダーボルト
統合軍の主力可変戦闘機。
VF-11MAXL改 ミレーヌ専用機
民間協力隊サウンドフォース所属の機体として、VF-11MAXLにバサラ機と同様の改造が施された、ミレーヌ・フレア・ジーナス専用機。通称ミレーヌバルキリー。
VF-17T改 ナイトメア
サウンドフォース隊長機として複座練習型のVF-17Tを改造した、レイ・ラブロックとビヒーダ・フィーズの専用機。通称ストームバルキリー。
VF-19 エクスカリバー
統合軍の次期主力可変戦闘機として制式採用された最新鋭機。ダイアモンドフォースに代わる新部隊、エメラルドフォースの専用機として配備され、指揮官用のVF-19Sと一般隊員用のVF-19Fが登場する。通称ブレイザーバルキリー。
VF-11D改 サンダーボルト
サウンドフォースに次ぐ音楽部隊、ジャミングバーズの専用機。複座型のVF-11Dを改造した機体。
VF-22S シュトゥルムフォーゲルII
最新鋭の特殊作戦機、VF-22の指揮官機仕様。マクシミリアン・ジーナス、ミリア・ファリーナ・ジーナス専用機。
このほか、前作『超時空要塞マクロス』よりVF-1J バルキリー（ミリア機）や、デストロイド数種類が登場。

#### マクロス7船団の艦船
本作の舞台となる第37次超長距離移民船団、通称「マクロス7船団」は、旗艦である新マクロス級7番艦をはじめとする7隻の大型艦と、それを護衛する多数の戦闘艦などで構成される。
マクロス7
船団旗艦。都市艦「シティ7」を居住区画とし、前方のパワープラントに戦闘区画の超大型可変万能ステルス宇宙攻撃空母「バトル7」がドッキングしている。
スリースター
工場艦。
リビエラ
海洋リゾート艦。
ハリウッド
アミューズメント艦。
サニーフラワー
農場艦。
アインシュタイン
研究実験艦。
ビギンヒル
統合軍訓練艦。
グァンタナモ級宇宙空母
アームド級宇宙空母を発展させたステルス宇宙空母。
ウラガ級護衛宇宙空母
新型のステルス宇宙空母。
ノーザンプトン級ステルスフリゲート
移民船団における主力戦闘艦。

### バロータ軍所属

#### バロータ軍の可変戦闘機
Fz-109 エルガーゾルン
バロータ軍の主力可変戦闘機。統合軍のVF-14を改造したものと推定される機体で、指揮官のギギルが乗るFz-109Fと、一般兵用のFz-109Aが登場する。
Az-130A パンツァーゾルン
物語後半でエルガーゾルンに代わり配備される可変攻撃機。VF-14の攻撃機型、VA-14を改造したと推定される機体。
FBz-99G ザウバーゲラン
プロトデビルンのガビルが搭乗する可変戦闘爆撃機。統合軍のVAB-2Dを改造したと推定される機体。

#### バロータ軍の艦艇
艦隊旗艦宇宙空母（ゲペルニッチ艦）
バロータ軍の旗艦。
突撃艦（ギギル艦）
艦隊指揮用の大型艦。
標準戦列戦艦
バロータ軍の主力戦艦。
高速遊撃巡宙艦
遊撃等を目的とした性能向上型の艦。
新鋭巨大空母
開閉式カタパルトを備えた新型空母。
バトロイド大型輸送母艦
支援空母の機能を兼ねたバトロイド輸送艦。
前衛フリゲート艦
多目的に運用される小型艦。

### その他の所属
マクロス5船団
ゼントラーディで構成される移民船団。
クァドラン・ロー
ゼントラーディ軍の女性士官用バトルスーツ。テレビ未放映話「最強女の艦隊」に登場する残存ゼントラーディ艦隊が使用し、艦隊司令クロレは金色の機体に搭乗する。

## 用語

### 部隊名

#### 統合軍マクロス7所属部隊
ダイアモンドフォース
マクロス7護衛隊の切り札である第138航空部隊488特別攻撃隊。略称はDフォース。VF-17 ナイトメアに搭乗し、マクロス7ブリッジ直下の電磁カタパルトから発進する。構成は隊長の金龍大尉以下、ガムリン・木崎中尉、ドッカー少尉。ドッカーの戦線離脱後、代替のフィジカ・S・ファルクラム少尉の戦死、金龍の戦線離脱に伴いガムリン大尉が新隊長となり、マクロス7シティオフィス直属の都市防空隊に任命され、ディック少尉とモーリー少尉が隊員となる。のちに金龍は戦線復帰を待たず無断出撃し、戦死する。
エメラルドフォース
ダイアモンドフォースの一時戦線離脱により、ドッカー大尉を隊長に編成されるマクロス7の新たなエース部隊。略称はEフォース。最新鋭主力機VF-19 エクスカリバーが配備され、ドッカーが隊長用のS型、隊員のオルデック・スタレイン、マシューズが一般用のF型に搭乗する。隊員両名はスターゲイザー作戦において戦死。のちに新入隊員が補充されるが、初陣でプロトデビルンの攻撃を受けて死亡する。

#### 音楽部隊
サウンドフォース
プロジェクトM（後述）の試験として編成される民間協力隊。隊員はFire Bomberのメンバーがそのまま移行。

ジャミングバーズ
サウンドフォースの戦果に満足した統合軍が編成する部隊。人員は公募によって選ばれ、第一期のメンバーはチトセ・リップル、金子・ミッシェル、マリリン・リンカーベルの3人からなる「ジャミングガールズ」とボビー・ラコステ、龍鰐昌平、マディソン・フランケルの3人からなる「ジャミングボーイズ」の計6人。持ち歌は、『超時空要塞マクロスII -LOVERS AGAIN-』の挿入歌である「バルキリーで誘って」。サウンドフォースとは異なり可変戦闘機の操縦技術を持たないため、統合軍パイロットが操縦する複座型のVF-11D改 サンダーボルトに乗り出撃する。初陣では戦場への恐怖心でまともに歌えず、期待された成果を出すことなく終わるが、その後も訓練や人員の募集は継続される。対プロトデビルン最終戦にも投入され、ミレーヌとともに歌うことで初めて歌エネルギーの発現に成功し、研究実験艦アインシュタインの防衛に貢献する。漫画『マクロス ダイナマイト7 ミレーヌビート』では、ジャミングガールズの3人がサザピーのもと「ジャミング・エンジェルス」としてデビューする。

#### その他
ピンクペッカー
レイ・ラブロックがパイロット時代に所属していた部隊。乗機はVF-11B サンダーボルト ピンクペッカー仕様。金龍（のちのダイアモンドフォース隊長）、ステファンと組んでいたが、2030年、レイの向こう見ずな行動によりステファンが戦死する。
バロータ3198XE第4惑星特務調査部隊
2043年、バロータ3198XE第4惑星の調査に向かった、地球統合軍本部幕僚イワーノ・ギュンター参謀が率いる船団。複数のステルスフリゲートと護衛機VF-14で構成され、オートルマウワー大尉が隊長を務める精鋭陸戦部隊ブルーライナセロス隊も組み込まれている。任務中プロトデビルンの封印チャンバーを発見した際にギュンターとオートルマウワーがプロトデビルンに取り付かれ、その他の部隊員は洗脳を受けてバロータ軍の兵士となる。

### バロータ軍関連
プロトデビルン
バロータ軍を率いる地球外生命体。

スピリチア
生命体の持つ生体エネルギー（活力、精神力）。これが奪われると生きる意欲を失い、心身虚脱状態に陥り最悪死に至ることもある。プロトデビルンはこれをエネルギー源としている。スピリチアにもさまざまな種類があり、プロトデビルンの活動を制御できる特殊なスピリチアの持ち主たちは「アニマスピリチア」と呼ばれる。太古のプロトカルチャー時代、暴走するプロトデビルンを氷の惑星に封じ込めた。バロータ軍は熱気バサラをアニマスピリチアと疑い、存在を危険視すると同時に、生体のスピリチア自己再生を促進する能力が見られることからゲペルニッチのスピリチア安定供給計画「スピリチアファーム・プロジェクト」実現の鍵として注目する。
分冊百科『マクロス・クロニクル No.23』で付け加えられた詳細な設定では、我々の住む3次元宇宙より上位の高次元領域「サブ・ユニバース」において、このエネルギーは満たされているとされている。3次元宇宙ではスピリチアは極端に少なかったため、プロトデビルンはそれを生命活動のために必要としていたとされる。
エビル・シリーズ
プロトカルチャーが、ゼントラーディ人の次に開発した異形の生体兵器群。稼動実験中、サブ・ユニバースのエネルギー生命体プロトデビルンに憑依され、プロトカルチャーの意図とは別の存在となった。ゼントラーディ人はこれらに従事するよう遺伝子レベルで摺り込まれているため、エビルシリーズ（プロトデビルン）が接近すると精神に異常をきたす。
『マクロス30 銀河を繋ぐ歌声』では、惑星ウロボロスにプロトデビルンが憑依せずそのまま封印されていた「フォールド・エビル」が登場し、藤堂潮の手によって封印を解かれる。その力は過去の歴史を書き換える能力を持っているらしく、藤堂はその力を使ってマクロスの存在を消滅させ、第一次星間大戦でゼントラーディによって壊滅された地球の過去の歴史を変えようともくろむ。

### サウンドエナジー関連
プロジェクトM
第一次星間大戦の終結に多大な功績を残したリン・ミンメイをモデルに、「歌の力」で異星人とのファーストコンタクトを成功させる計画。ただし友好的コミュニケーション手段とする建設的意見と、文化を持たない敵をカルチャーショックで屈服させるという軍事的意見の双方をはらんでいる。
統合軍内でも有効性に疑問が持たれ、極秘プロジェクトとして動いていたが、熱気バサラの出現により状況が一変。バートン大佐を中心に対プロトデビルン戦で「音楽部隊計画」が実行されるが、軍事目的では期待されたほどの成果は出せず終わる。
歌エネルギー理論（サウンドエナジー理論）
歌の持つ波動の効果を唱える学説。マクロス7所属の軍医、Dr.千葉がリン・ミンメイに影響され独自に研究してきた。スピリチア喪失者の治療や歌エネルギー変換システムの開発により実証される。
『マクロス・クロニクル No.23』では、人類がサブ・ユニバースに干渉できる唯一の方法こそが「歌」であるとされ、そこに満ちる莫大なエネルギーを引き出すことで、時空間やフォールド波などに影響を及ぼすとされている。
チバソング
Dr.千葉が考案したサウンドエナジー理論にもとづくサウンドエナジー（歌エネルギー）の単位。大きい数値のほうが、より強いサウンドエナジーを示す。サウンドブースターの起動には10万チバソング以上の歌エネルギーが必要とされている。一般人の歌エネルギーは100チバソング程度、優れた歌手であっても1,000チバソング程度が限度とされる。熱気バサラは劇中において計測当初は3,000チバソングが限度だが、次第に上昇し、第40話の時点で20万チバソング超を記録する。通常は記録媒体などに記録された映像の歌からは発現しないが、極端に巨大なサウンドエナジーの持ち主の場合は、記録媒体からもある程度の数値が検出されることもある。
歌エネルギー変換ユニット
歌の持つ波動を、高出力エネルギーに変換する装置。これによって質量化されたエネルギーは、サウンドエナジーシステムによって対象物へと放射される。
サウンドエナジーシステム
歌の持つエネルギーを、サウンドエナジー理論にもとづき効率的に高出力で対象物に放射するためのシステム。パイロットは専用ジャケットを装着し、搭乗機体にオプション装備としてサウンドブースターを搭載する。ただし、このシステムは一定以上の歌エネルギーの保有者でないと稼動しない。また、熱気バサラやミレーヌ・ジーナスほどの歌エネルギーの保有者になると、サウンドエナジーシステムを介さずとも、直接歌エネルギー変換システム（専用ジャケット）から対象物への放射も可能になる。

### 惑星
バロータ3198XE第4惑星
かつてはプロトカルチャーの先進科学惑星だったが、プロトデビルンを封印したのち極寒の氷の惑星となった。2025年にメガロード13移民船団がこの星系を発見し、「バロータ」と命名。2043年、第4惑星の調査中にプロトデビルンが覚醒しはじめ、バロータ軍の拠点となる。2046年にプロトデビルンとマクロス7船団の最終決戦の舞台となる。
2068年を舞台とする『劇場版マクロスΔ 絶対LIVE!!!!!!』では、同作品における敵組織「ヘイムダル」の襲撃を受ける惑星のひとつとしてわずかに登場。この時代では「LIBERA」という名称が与えられており、モニター上には「Ballota 3198XE starzone the 4th planet Libera」と表記されている。
惑星ラクス
マクロス5船団が銀河系中心近傍のS1350N3605宙域で発見し、命名した惑星。地球とほぼ同質の緑豊かな環境で、プロトカルチャーの遺跡が眠っていた。バロータ軍はこの惑星をスピリチアファームとして利用しようとするが、指揮下を離れたプロトデビルンの一体ギギルの自己崩壊（ブラックホール化）に巻き込まれて消滅する。

### 作戦名
オペレーション・スターゲイザー
地球統合軍本部よりマクロス7船団のみでのプロトデビルン殲滅を命令されたことを受け、船団長のマクシミリアン・ジーナスが立案するバロータ3198XE第4惑星への奇襲突撃作戦。作戦司令はマクシミリアン・ジーナス。成功率は限りなくゼロに近く、メンバーは独身の志願者のみに限定され、精鋭部隊のダイアモンドフォース、エメラルドフォース、民間協力隊のサウンドフォースらが参加する。その内容は船団所属のステルスフリゲート「スターゲイザー」を第4惑星直上にフォールドアウトさせ、同艦から発進する12の可変戦闘機部隊がプロトデビルンの封印されている洞窟（コードネーム:ポーラスター）を急襲、反応弾を打ち込み殲滅するというものであり、敵軍の対空砲を避けるため、進撃路は洞窟へ続くと推測される渓谷が選択される。万が一に備え、マクシミリアン・ジーナス専用機であるVF-22Sが配備されている。これは攻撃部隊による作戦遂行が不可能と判断された場合、司令官みずからがVF-22Sに乗り込み戦闘に参加するというものである。実際にフォールド事故の危険があった大気圏内へのフォールドを敢行したVF-22Sはポーラスターの入り口近くにフォールドアウトし、洞窟内に侵入し反応弾を打ち込むことに成功するものの、起爆寸前の反応弾をゲペルニッチの手により母艦付近にフォールドされ、母艦が撃沈される。結果的に参加者中27名が戦死し、生き残った13名のメンバーは脱出に成功するものの、作戦そのものは失敗に終わる。
サウンドバスター作戦
バトル7ガンシップのフォールドシステムを改造した「サウンドバスター」で歌エネルギーをプロトデビルンの体内に直接送り込み、内部から身体機能を麻痺させる作戦。バロータ戦役の最終局面、対ゲペルニッチ戦で用いられる。危篤状態となった熱気バサラの代わりにミレーヌ・ジーナスが決行するが、改造が万全でなかったガンシップのオーバーロードにより2射目を発射した時点で作戦続行不能となり、ガンシップが大破。さらにはゲペルニッチの暴走を招き、エネルギー波によりバトル7も大破する。

## 作品解説

### 背景と意図
本作はもともとアメリカ合衆国よりハリウッドでの実写劇場版製作の企画を持ちかけられた際に、当時の子供の間では『マクロス』の知名度が低かったことから、日本国内でOVAとテレビアニメの新作を展開して人気を獲得しようという意図と、玩具メーカーのバンダイによる「ガンダム」のプラモデル（ガンプラ）に並ぶヒット商品の要求という背景のもとに企画された。異なるメディアでの同時展開の理由について製作会社ビックウエストの大西加紋は、テレビアニメの内容面やスケジュール面での制約から「マニア層」を納得させる水準維持が難しく、そうした層を取り込むためにOVAでの展開と両方が必要であったという趣旨の発言をしている。
『超時空要塞マクロス』の劇場版『超時空要塞マクロス 愛・おぼえていますか』（1984年公開）以降の10年間「マクロスにはもう手を出さない」と言ってきた河森正治は、それをやる以上は「路線継承だけはせずにファンを裏切ろう」と思い、バンダイビジュアルのプロデューサーである高梨実より企画を持ちかけられた際に一度は断るが、その後1週間考えた結果、「歌うパイロット」というアイデアを思いつき、もう一捻りして「スポンサーに却下されるかもしれないけど、戦わない主人公はどうだろう」と考えた。
高梨は、構想としては『7』よりも先に『プラス』の劇場版とOVAがあったとしており、河森も先に『プラス』のイメージが固まり、テレビ版は難航の末に「戦わない主人公」というアイデアを思いついたのちにヒロインや敵の設定もでき、富田祐弘、美樹本晴彦、宮武一貴ら旧作のスタッフが加わって企画が具体化したと述べている。河森は後年のインタビューでは、『7』だけでは前作と極端に変わるため、同時に『プラス』を制作することを提案したところ、両方通ったと語っている。
構想の背景には『愛・おぼえていますか』のクライマックスにおいて、歌で異星人の心を目覚めさせながら敵軍のボス、ゴル・ボドルザーだけは銃撃で決着をつけたという経緯があり、本作制作中には「劇場版でも弾を撃たなければ、本当の意味で時代を変えられたかもしれない。その深い心残りが今やっていることにつながっているような気がしますね」と語っている。
また、同時作業の『プラス』と似ていると頭のなかで混乱するうえつまらないので、昔の『マクロス』の要素をデフォルメして振り分け、『プラス』は実写寄り、『7』は漫画寄りと設定した。『7』のコンセプトは「メカファンからそっぽを向かれる作品」と「空前にして絶後」であり、誰もこのあと真似をしようと思わないものを作ろうと思ったという。河森は『プラス』を「青いマクロス」、『7』を「赤いマクロス」とたとえており、『プラス』は「温度が高くなりすぎると冷たい色に見える青い炎」、『7』は「赤く燃える炎の、ホットな感じ」といったイメージだと述べている。
河森は「スタイル」から来る「思い込み」をあえて外すのが好みで、『7』は荒唐無稽に見えながらも「戦わずに歌う主人公」という点で、一見シリアスな装いを持った『プラス』よりも重いテーマを扱っていると語っている。また、アニメ作品をリアリティを込めて制作すると洗脳に近くなってゆくため、『7』のような「際どい」テーマを扱った作品の場合、海外旅行中に拳銃を突きつけられた状況で歌いだすといったような人間が万が一にも出る可能性を考慮して、そこまでは責任をもてないためにあえて漫画的な表現にとどめたという趣旨の発言もしている。その上で「スタイルは漫画ですけど、やっている内容はそんなに外れていないはずです。全部を小説のSFとして書くと、結構筋立って見えるはずですよ」とも述べている。

### 新規スタッフ
監督に起用されたアミノテツローは、テレビ版の『超時空要塞マクロス』を観たことがなく、旧作の影響を避け新しいものを作るために、本作の制作にあたってあえて同作品を観ることはしなかったといい、旧作の設定などについては河森や富田の意見を聞きながら制作を行なったと述べている。
助監督および各話絵コンテ・演出としてみずから志願して参加した藤本義孝（ふじもとよしたか）は『超時空要塞マクロス』の大ファンで、河森によると旧作のスタッフも忘れているようなことをファン視点で記憶しており、旧スタッフと新スタッフの橋渡し的な存在になっていたという。
「シリーズ構成補」という役職で本作のクレジットに記載されている「ミソトハジメ」は、アニメ監督・演出家の佐藤順一である。高梨に声を掛けられて初期の打ち合わせに立ち会ったといい、俯瞰で見られる立場から原作者である河森をハンドリングする役割を求められたのではないかと佐藤自身は推測しており、実際に周囲が河森の意見に流されそうになったときに方向修正を行なうことがあったと語っている。
キャラクターデザインは、主要キャラクターの場合は美樹本の原案をもとに桂憲一郎がアニメーション用のキャラクター設定を起こすという方式をとっている。それ以外のキャラクターは桂のオリジナルデザインである。
各話脚本はシリーズ構成の富田と隅沢克之、大橋志吉によるローテーションが組まれ、富田によると「女の子話」を富田、「戦闘話」を隅沢、「設定話」を大橋が手がけることになったという。

### 制作手法・特徴

#### 歌・音楽
作品の重要な要素のひとつである「歌」に関して、『超時空要塞マクロス』では女性アイドル、『超時空要塞マクロスII -LOVERS AGAIN-』では歌巫女をフィーチャーしていたが、本作では男女ツインボーカルのロックバンドを中心に据えている。さらに新機軸として、キャラクターの通常の声を声優が演じ、歌の部分はプロのミュージシャンが担当するという方法が採られている。配役は先にミュージシャンを決めてから、歌の声と違和感のない声優を選ぶというかたちがとられた。ただし、その分業方式は放送開始後まで伏せられており、1995年5月21日に日本青年館で行われたライブ「Let's Fire!!」において初めて明かされた。
音楽面の制作は音楽プロデューサーの佐々木史朗が統括し、その下でハックルバックの元ドラマー、林敏明がディレクションを担当した。本作では曲が先に完成し、そこに詞をつけていくという作り方で、作曲・編曲と作詞のチームは直接会う機会がほとんどなく、バサラの曲とミレーヌの曲も別チームで作業しており、その全体を林がまとめていた。
佐々木によれば、通常の新番組では2 - 3曲ほどで済む歌を開始までに10曲以上制作せねばならず、さらに制作予算を最初の十数曲で使いきるという事態におちいったが、本作の大ヒットにより追加予算が下りたため、無事に番組後半用の音楽を制作できたという。
また本編内では劇伴がいっさい使用されておらず、使用される音楽はすべて作品世界内における歌や演奏、スピーカーから流れる音声などである（例外的に、楽器のない状況で登場人物が歌を歌った際、その場に存在しないはずの伴奏が流れることがある）。本作オリジナルの音楽に限らず、『II』や『プラス』の挿入歌やBGMも使用されている。アミノはことさらに盛り上げるのを避けたいと思い、ドキュメンタリー的な雰囲気づくりを要求してこの方法をとったと語っている。

#### 映像・作画
『マクロスプラス』では3次元コンピュータグラフィックス（リンクス制作）を積極的に活用しているが、本作のオープニングアニメーションの一部でも使用されている。シティ7内にたたずむバサラから一気にカメラを引いてマクロス7全景が映るまでがワンカットで描かれた冒頭部分は、手描きのアニメーションと3DCGで描かれた背景が合成されている。CGが「1分1億円」といわれていた当時、河森は『プラス』の取材のために訪れたアメリカ合衆国において、CGが「安い」という理由で用いられていたことに衝撃を受けてデジタル時代の到来を予感し、それに先んじるかたちで『プラス』でのCG導入を決め、より認知を広めるべくテレビアニメである『7』のオープニングでも用いることになった。当時は3DCGのみで完結するのが主流で、平面のアニメーションと3DCGの合成という手法はうまくいかないといわれていたが、河森は以前に手掛けたOVA『超時空要塞マクロス Flash Back 2012』で試みた映像表現の研究から、20度ほどの角度変化であれば手描き部分が平面であることが露呈しないという読みがあり、説得のすえに成立させることができたと語っている。リンクスの片塰満則は、「背景美術をそのまま動かすという狙いで創ったんです」と述べており、当該カットは「どの時点で画面を静止させても全体がBGとして見える」ようになっているという。サビの一部でも3DCGが使用されており、ここに登場する主人公機VF-19改のCGモデルは、株式会社ビルドアップが制作に協力し、『プラス』第3話のラストに登場するYF-19のデータが一部流用されたものである。
当時の30分テレビアニメが一話あたり2,000枚から3,000枚程度のセル画で制作されていたのに対し、本作第1話での使用枚数はおよそ7,000枚とされている。番組開始前に放映された特別番組『マクロス最速発進!!』では話数を指定せずに「7,000枚以上」と説明されている。最終話（第49話）を間近に控えた時期、藤本はバンク（使い回し）が15カットのみである最終話の作画枚数が「今までで一番多そう」と語り、冒頭ナレーション部分がないぶん、河森がみずから絵コンテを切った第27話「七色の歌エナジー」を越えるかもしれないと述べていた。ただし、全般的にメカの戦闘シーンではバンクが多用されている。

#### 旧作との関係
本作の舞台となる年代はテレビ版『超時空要塞マクロス』から35年後にあたる2045年で、劇場版『愛・おぼえていますか』は作品世界内で2031年に公開された映画という設定になっているが、「メルトランディ」という呼称やエキセドル・フォルモの容姿をはじめ、設定・デザインなどにおいて劇場版『愛・おぼえていますか』の要素も採り入れられている。これについては、テレビ版と劇場版のどちらか一方が作品世界における「史実」とされているわけではなく、テレビ版『マクロス』や本作を含めたすべてのシリーズ作品は、作品世界内で歴史的事実をもとに作られた作品（再現ドラマ）であるという解釈が河森によって示されている。

#### メカニックデザイン
『プラス』と『7』が並行制作となり、2作品のメカを同時に作る必要が生じたことから、河森は2作品の時代設定を近づけて可変戦闘機の系列を共通のものにすることで同時進行が可能になると考えた。2040年を舞台とする『プラス』から5年後が舞台となる本作では、試作機が制式採用される（YF-19からVF-19、YF-21からVF-22Sへ）、主力機がアップデートされる（VF-11BからVF-11Cへ）などの移行が設定されている。 
メカニックデザインは河森と、スタジオぬえの先輩である宮武が分担して行い、統合軍側の可変戦闘機を河森が、艦船、敵可変戦闘機のバトロイド形態、敵生命体プロトデビルンなどを宮武が担当した。宮武はほかに、自身のデザインした艦船などが出る場面のレイアウト設定も担当している。また、一部の敵兵器は、河森が企画していた『空中騎行戦記』（『天空のエスカフローネ』の原案）からデザインが転用されている。本作では河森・宮武の共通認識として前作のように細部に凝った複雑なデザインとせず、ステルス性のある構成を取り入れている。初期のカラーリング設定画では継ぎ目の線がすべて消されたものが描かれたが、実際にアニメーションで動かす際にチープな印象になることや、継ぎ目がないと形がつかみづらいという問題から、継ぎ目が足されることになった。
主役機は当初、すでにデザインが完成していたVF-11をベースとする予定であったが、途中でYF-19ベースへと変更し、同機のラフデザインから派生するかたちでVF-19改をデザインした。キャラクターの表現、あるいはシリーズ他作品との差別化のために「顔」が設けられているが、これがスポンサーのバンダイからの要請という噂は河森が否定しており、河森は当初「合体型バルキリー」をバンダイの村上克司に提案しながらも、「マクロス」といえば変形であり合体は似合わないとして却下され、合体のアイデアは物語後半に登場するサウンドブースターへと継承されたという。バンドの設定を着想した段階で、ほかのメンバーも可変戦闘機に乗せることを予定していた。

#### アイキャッチ
CM前後に挿入されるアイキャッチはOVA版の未放送3話も含めて39種類のバリエーションがある。アイキャッチの原画は名和宗則が担当した。使用回数が多いものもあれば、1回しか使われなかったものもある。詳細は後述の「各話リスト」を参照。

#### 次回予告
次回予告は15秒で、すべて主人公のバサラとヒロインのミレーヌによる掛け合いで構成される。多くの場合バサラの「過激にファイアー」「俺の歌を聞け」などといった台詞で締められるが、第32話 - 第34話、第36話、第37話における次回予告ラストでは『アニメージュ』1995年2月号で公募され、同年6月号で採用が発表された台詞が使用されている。

#### 告知
主人公バサラが主役機ファイアーバルキリーに搭乗することは放映時まで極秘にされており、それに合わせてオープニング映像も第1話のみ、バサラがファイアーバルキリーに搭乗していることがわかるカットが別のカットに差し替えられている。また特別番組『マクロス最速発進!!』ではバサラが主人公であることには触れられず、重要人物のひとりとして紹介されており、ファイアーバルキリーも「操縦者不明の謎の機体」とされていた。

## 評価
本作では歌がとくに重要な役目を持っており、主人公である熱気バサラがボーカルを務める劇中のバンド、Fire Bomber自身が主題歌を担当し、挿入歌も数多く制作された。Fire BomberのCDアルバムとして発売された『LET'S FIRE!!』はオリコン初登場4位を獲得し、総売上も30万枚に到達。1995年日本ゴールドディスク大賞アルバム賞（アニメ部門）を受賞するなど、アニメソングとしては異例の高セールスを記録した。
アニメ雑誌『アニメージュ』の第17回アニメグランプリ（第7話まで）ではグランプリ作品部門で第5位、翌年の第18回（最終話まで）では同部門で第4位を獲得した。ただし、得票数ではどちらも上位作品に大差をつけられている。
一方で、ヒロイックで玩具的な外見の機体に搭乗して戦わずに歌う主人公といった、ミリタリー色の強い『マクロス』のイメージを覆すような作風に対しては、旧作のファンからの反発が少なからずあったとされる。
主人公の行動に関して、河森は放映当初は主人公が戦わないことについて抗議を受けたが、ストーリーが進むにつれ今度は主人公が戦いそうになると抗議が来るようになったと語っており、「ファンの方にも、こちらの意図をくみ取っていただいて、本当にやった甲斐がありましたね。」と述べている。
アニメ研究家の氷川竜介はアミノへのインタビューで、主人公が4クールにわたってぶれずに周囲が変化していくという構造が、1993年から1994年にかけて放映されアミノが監督を務めたテレビアニメ『疾風！アイアンリーガー』と共通していると指摘し、放映当時のパソコン通信にあった「毎週毎週同じように見えて、ちょっとずつ変わっている。ハッと気づくとものすごく変わっている。そこが現実っぽい」という意見を紹介している。

## スタッフ
- 企画 - 大西良昌
- 原作・スーパーバイザー - 河森正治
- 監督 - アミノテツロー
- 助監督 - 藤本義孝
- シリーズ構成 - 富田祐弘
- シリーズ構成補 - ミソトハジメ
- キャラクター原案 - 美樹本晴彦
- アニメーションキャラクター - 桂憲一郎
- メカニックデザイン - 宮武一貴、河森正治
- 音響監督 - 鶴岡陽太
- 音響効果 - 蔭山満（フィズサウンドクリエイション）
- 録音調整 - 滝沢おさむ
- 録音スタジオ - KSSスタジオ
- 録音制作担当 - 杉山好美
- 録音制作 - アーツプロ
- プロデューサー - 井口亮（毎日放送）、大西加紋（ビックウエスト）
- 制作 - 葦プロダクション
- 製作 - 毎日放送、ビックウエスト

## 使用曲

### オープニングテーマ
「SEVENTH MOON」
作詞 - K.INOJO / 作曲・編曲 - 河内淳貴 / 歌 - Fire Bomber
第17話よりスキャット・バージョンが冒頭ナレーション部分で使用されている。

### エンディングテーマ
「MY FRIENDS」（第1話 - 第34話）
作詞 - M.MEG / 作曲 - 川野美紀 / 編曲 - 河内淳貴 / 歌 - Fire Bomber
挿入歌としても第1話より使用。
「…だけど ベイビー!!」（第35話 - 第48話）
作詞 - Chie / 作曲・編曲 - 太田要 / 歌 - チエ・カジウラ
「突撃ラブハート（アコースティック・バージョン）」（第49話）
作詞 - K.INOJO / 作曲 - 河内淳貴 / 歌 - 熱気バサラ（福山芳樹）
本編挿入歌としては第28話より使用。

### 挿入歌

#### Fire Bomberの曲
「PLANET DANCE」
作詞 - K.INOJO / 作曲 - 須藤英樹 / 編曲 - 河内淳貴
「突撃ラブハート」
作詞 - K.INOJO / 作曲・編曲 - 河内淳貴
「MY SOUL FOR YOU」
作詞 - K.INOJO / 作曲 - 福山芳樹 / 編曲 - 河内淳貴
「REMEMBER 16」
作詞 - K.INOJO / 作曲・編曲 - 河内淳貴
「SWEET FANTASY」
作詞 - M.MEG / 作曲 - 大槻啓之 / 編曲 - 湯川とうべん
「HOLY LONELY LIGHT」
作詞 - K.INOJO / 作曲 - 須藤英樹 / 編曲 - 湯川とうべん
「PILLOW DREAM」
作詞 - M.MEG / 作曲 - 出雲麻紀子 / 編曲 - 湯川とうべん
「SUBMARINE STREET」
作詞 - K.INOJO / 作曲 - 福田俊哉 / 編曲 - 湯川とうべん
「POWER TO THE DREAM」
作詞 - K.INOJO / 作曲 - 福山芳樹 / 編曲 - 田中裕千
「君に届け→」
作詞 - M.MEG / 作曲 - M.Project / 編曲 - 山田貢司
「fall」
作詞 - M.MEG / 作曲 - M.Project / 編曲 - 山田貢司
「TRY AGAIN」
作詞 - K.INOJO、福山恭子 / 作曲 - 福山芳樹 / 編曲 - 田中裕千
「LIGHT THE LIGHT」
作詞 - K.INOJO / 作曲 - TSUKASA / 編曲 - 田中裕千
「SPIRAL ANSWER」
作詞 - K.INOJO / 作曲 - 中村裕介 / 編曲 - 田中裕千

#### その他の曲
Fire Bomber名義以外では、劇中で使用されている以下のボーカル曲が『マクロス7』関連の音楽ソフトに収録されている。このほか、第11話では『超時空要塞マクロス』の挿入歌「私の彼はパイロット」をミレーヌ（チエ・カジウラ）が歌い、さきに述べたように『II』『プラス』の楽曲も劇中曲として複数流用されている。
「そこにあるのが未来だから」
作詞 - 真名杏樹 / 作曲・編曲 - 鷺巣詩郎 / 歌 - FLASCHAKAYA
「Galaxy」
作詞 - Brain Peck / 作曲 - 山浦克己 / 編曲 - 坂下秀実 / 歌 - Alice Holiday
「Groove Along」
作詞 - Brain Peck / 作曲 - 山浦克己 / 編曲 - 飯塚昌明 / 歌 - POWER OF TOWER
「愛・おぼえていますか」
作詞 - 安井かずみ / 作曲 - 加藤和彦 / 編曲 - 保刈久明 / 歌 - 桜井智
テレビ未放映話「最強女の艦隊」で使用。

## ネット局
| 放送対象地域  | 放送局             | 系列    | 放送期間                       | 放送日時           | 備考            |
| ------------- | ------------------ | ------- | ------------------------------ | ------------------ | --------------- |
| 近畿広域圏    | 毎日放送           | TBS系列 | 1994年10月16日 - 1995年9月24日 | 日曜 11:00 - 11:30 | 製作局          |
| 北海道        | 北海道放送         | TBS系列 | 1994年10月16日 - 1995年9月24日 | 日曜 11:00 - 11:30 |                 |
| 青森県        | 青森テレビ         | TBS系列 | 1994年10月16日 - 1995年9月24日 | 日曜 11:00 - 11:30 |                 |
| 岩手県        | 岩手放送           | TBS系列 | 1994年10月16日 - 1995年9月24日 | 日曜 11:00 - 11:30 | 現：IBC岩手放送 |
| 宮城県        | 東北放送           | TBS系列 | 1994年10月16日 - 1995年9月24日 | 日曜 11:00 - 11:30 |                 |
| 山形県        | テレビユー山形     | TBS系列 | 1994年10月16日 - 1995年9月24日 | 日曜 11:00 - 11:30 |                 |
| 福島県        | テレビユー福島     | TBS系列 | 1994年10月16日 - 1995年9月24日 | 日曜 11:00 - 11:30 |                 |
| 関東広域圏    | 東京放送           | TBS系列 | 1994年10月16日 - 1995年9月24日 | 日曜 11:00 - 11:30 | 現：TBSテレビ   |
| 新潟県        | 新潟放送           | TBS系列 | 1994年10月16日 - 1995年9月24日 | 日曜 11:00 - 11:30 |                 |
| 長野県        | 信越放送           | TBS系列 | 1994年10月16日 - 1995年9月24日 | 日曜 11:00 - 11:30 |                 |
| 山梨県        | テレビ山梨         | TBS系列 | 1994年10月16日 - 1995年9月24日 | 日曜 11:00 - 11:30 |                 |
| 静岡県        | 静岡放送           | TBS系列 | 1994年10月16日 - 1995年9月24日 | 日曜 11:00 - 11:30 |                 |
| 富山県        | チューリップテレビ | TBS系列 | 1994年10月16日 - 1995年9月24日 | 日曜 11:00 - 11:30 |                 |
| 石川県        | 北陸放送           | TBS系列 | 1994年10月16日 - 1995年9月24日 | 日曜 11:00 - 11:30 |                 |
| 中京広域圏    | 中部日本放送       | TBS系列 | 1994年10月16日 - 1995年9月24日 | 日曜 11:00 - 11:30 | 現：CBCテレビ   |
| 島根県 鳥取県 | 山陰放送           | TBS系列 | 1994年10月16日 - 1995年9月24日 | 日曜 11:00 - 11:30 |                 |
| 広島県        | 中国放送           | TBS系列 | 1994年10月16日 - 1995年9月24日 | 日曜 11:00 - 11:30 |                 |
| 山口県        | テレビ山口         | TBS系列 | 1994年10月16日 - 1995年9月24日 | 日曜 11:00 - 11:30 |                 |
| 香川県 岡山県 | 山陽放送           | TBS系列 | 1994年10月16日 - 1995年9月24日 | 日曜 11:00 - 11:30 |                 |
| 愛媛県        | 伊予テレビ         | TBS系列 | 1994年10月16日 - 1995年9月24日 | 日曜 11:00 - 11:30 | 現：あいテレビ  |
| 福岡県        | RKB毎日放送        | TBS系列 | 1994年10月16日 - 1995年9月24日 | 日曜 11:00 - 11:30 |                 |
| 長崎県        | 長崎放送           | TBS系列 | 1994年10月16日 - 1995年9月24日 | 日曜 11:00 - 11:30 |                 |
| 熊本県        | 熊本放送           | TBS系列 | 1994年10月16日 - 1995年9月24日 | 日曜 11:00 - 11:30 |                 |
| 大分県        | 大分放送           | TBS系列 | 1994年10月16日 - 1995年9月24日 | 日曜 11:00 - 11:30 |                 |
| 宮崎県        | 宮崎放送           | TBS系列 | 1994年10月16日 - 1995年9月24日 | 日曜 11:00 - 11:30 |                 |
| 鹿児島県      | 南日本放送         | TBS系列 | 1994年10月16日 - 1995年9月24日 | 日曜 11:00 - 11:30 |                 |
| 沖縄県        | 琉球放送           | TBS系列 | 1994年10月16日 - 1995年9月24日 | 日曜 11:00 - 11:30 |                 |

## 各話リスト
以下、各話の放送日とサブタイトル、主要スタッフに加え、毎回異なるアイキャッチも紹介する。初使用、および一度かぎりのアイキャッチは太字で記す。
| 話数   | 放送日          | サブタイトル           | 脚本           | 絵コンテ       | 演出            | 作画監督                  | アイキャッチ                                                                            |
| ------ | --------------- | ---------------------- | -------------- | -------------- | --------------- | ------------------------- | --------------------------------------------------------------------------------------- |
| 第1話  | 1994年 10月16日 | スピーカーポッド       | 富田祐弘       | アミノテツロー | 藤本義孝        | 桂憲一郎 前田明寿（メカ） | A - ミレーヌ、グババ B - ガムリン / VF-17Dファイター                                    |
| 第2話  | 10月23日        | スピリチアレベル       | 富田祐弘       | アミノテツロー | 棚橋一徳        | 志村泉 崎山知明（メカ）   | A - ガムリン / VF-17Dファイター B - ミレーヌ、グババ                                    |
| 第3話  | 10月30日        | ファイアースクランブル | 隅沢克之       | 藤本義孝       | 村山靖          | 高見明男 前田明寿（メカ） | A - ミレーヌ、グババ B - ガムリン / VF-17Dファイター                                    |
| 第4話  | 11月6日         | バンパイアソルジャー   | 大橋志吉       | 吉田俊司       | 吉田俊司        | 鈴木二郎                  | A - ミレーヌ、グババ B - ガムリン / VF-17Dファイター                                    |
| 第5話  | 11月13日        | スピリットギャル       | 富田祐弘       | 村山靖         | 日下直義        | 新羽こういちろう          | A - ガムリン / VF-17Dファイター B - ミレーヌ、グババ                                    |
| 第6話  | 11月20日        | ファーストコンタクト   | 隅沢克之       | 牛草健         | 牛草健          | 増谷三郎                  | A - ガムリン / VF-17Dファイター B - バサラ / VF-19改バトロイド                          |
| 第7話  | 11月27日        | サマーアクシデント     | 大橋志吉       | 藤本義孝       | 藤本義孝        | 桂憲一郎 伊藤浩二（メカ） | A - リヴィ、エラ / VF-11Cファイター B - バサラ / VF-19改バトロイド                      |
| 第8話  | 12月4日         | バージンボンバー       | 富田祐弘       | 棚橋一徳       | 棚橋一徳        | 志村泉 崎山知明（メカ）   | A - バサラ / VF-19改バトロイド B - ミレーヌ、グババ                                     |
| 第9話  | 12月11日        | エンジェルナイト       | 隅沢克之       | アミノテツロー | 藤本義孝        | 前田明寿                  | A - アリス / Fz-109Aファイター B - ミレーヌ、グババ                                     |
| 第10話 | 12月18日        | ディープバラード       | 大橋志吉       | 吉田俊司       | 吉田俊司        | 鈴木二郎                  | A - アキコ / VF-11Bバトロイド B - ガムリン / VF-17Dファイター                           |
| 第11話 | 12月25日        | ミンメイビデオ         | 富田祐弘       | 藤本義孝       | 勝亦祥視        | 新羽こういちろう          | A - ミリア、マックス B - バサラ / VF-19改バトロイド                                     |
| 第12話 | 1995年 1月8日   | スピリチアファーム     | 大橋志吉       | 牛草健         | 牛草健          | 増谷三郎                  | A - ミレーヌ、グババ B - ミリア、マックス                                               |
| 第13話 | 1月15日         | フォールドアウト       | 隅沢克之       | 藤本義孝       | 勝亦祥視        | 深沢幸司                  | A - ゲペルニッチ / VF-19改バトロイド B - ギギル / Fz-109Fバトロイド                     |
| 第14話 | 1月22日         | 戦う女市長ミリア       | 富田祐弘       | 棚橋一徳       | 棚橋一徳        | 志村泉 崎山知明（メカ）   | A - バサラ / VF-19改ガウォーク B - ミリア / VF-1Jガウォーク                             |
| 第15話 | 1月29日         | 乙女のジェラシー       | 大橋志吉       | 吉田俊司       | 吉田俊司        | 鈴木二郎                  | A - 美穂、サリー / バトル7空母モード B - バサラ / VF-19改バトロイド                     |
| 第16話 | 2月5日          | 戦場のオルゴール       | 隅沢克之       | 藤本義孝       | 藤本義孝        | 桂憲一郎 伊藤浩二（メカ） | A - ガムリン / VF-17Dファイター B - ギギル / Fz-109Fバトロイド                          |
| 第17話 | 2月12日         | プリティデビル         | 富田祐弘       | アミノテツロー | 加戸誉夫        | 前田明寿                  | A - バサラ / VF-19改ガウォーク B - シビル (A)                                           |
| 第18話 | 2月19日         | おちていく小悪魔       | 大橋志吉       | 牛草健         | 牛草健          | 増谷三郎                  | A - シビル (A) B - Fire Bomber                                                          |
| 第19話 | 2月26日         | 命がけのデート         | 隅沢克之       | 土蛇我現       | 日下直義        | 新羽こういちろう          | A - バサラ / VF-19改バトロイド B - ガムリン / VF-17Dファイター                          |
| 第20話 | 3月5日          | レディースの誘惑       | 富田祐弘       | 棚橋一徳       | 棚橋一徳        | 志村泉 崎山知明（メカ）   | A - Fire Bomber B - シビル (B)                                                          |
| 第21話 | 3月12日         | あぶないKISS           | 大橋志吉       | 藤本義孝       | 勝亦祥視        | 深沢幸司                  | A - アキコ、シビル B - ミリア / VF-17Sバトロイド                                        |
| 第22話 | 3月19日         | 熱き炎の男たち         | 隅沢克之       | 吉田俊司       | 吉田俊司        | 岩井優器                  | A - アキコ、シビル B - ミリア、マックス                                                 |
| 第23話 | 3月26日         | サウンドフォース       | 富田祐弘       | 日下直義       | 日下直義        | 新羽こういちろう          | A - シビル (A) B - シビル (B)                                                           |
| 第24話 | 4月2日          | メリーゴーランド       | 大橋志吉       | 牛草健         | 牛草健          | 増谷三郎                  | A - ガムリン / VF-17Dファイター B - ガムリン / VF-17Dファイター                         |
| 第25話 | 4月9日          | 深夜のデュエット       | 隅沢克之       | 棚橋一徳       | 棚橋一徳        | 志村泉 崎山知明（メカ）   | A - アリス / Fz-109Aファイター B - ミレーヌ                                             |
| 第26話 | 4月16日         | 惑星ラクスの死闘       | 富田祐弘       | 藤本義孝       | 藤本義孝        | 後藤圭二 伊藤浩二（メカ） | A - バサラ B - ゲペルニッチ / VF-19改バトロイド                                         |
| 第27話 | 4月23日         | 七色の歌エナジー       | 大橋志吉       | 河森正治       | 松園公 藤本義孝 | 前田明寿                  | A - ミレーヌ、グババ B - レイ                                                           |
| 第28話 | 4月30日         | サウンド新兵器         | 隅沢克之       | 吉田俊司       | 吉田俊司        | 岩井優器                  | A - バサラ / VF-19改バトロイド B - ビヒーダ                                             |
| 第29話 | 5月7日          | パパ、ママ愛再び       | 富田祐弘       | 日下直義       | 日下直義        | 新羽こういちろう          | A - ミリア、マックス B - シャイン、ファイン / VF-19Sガウォーク                          |
| 第30話 | 5月14日         | 三角関係の公式         | 大橋志吉       | 牛草健         | 牛草健          | 増谷三郎                  | A - ガムリン / VF-17Sバトロイド B - ドッカー / VF-19Sバトロイド                         |
| 第31話 | 5月21日         | 熱愛スキャンダル       | 隅沢克之       | 貞光紳也       | 藤本義孝        | 後藤圭二 伊藤浩二（メカ） | A - ミレーヌ / VF-11MAXL改ファイター B - レイ、ビヒーダ / VF-17T改ファイター            |
| 第32話 | 5月28日         | ジャミングバーズ       | 富田祐弘       | 棚橋一徳       | 棚橋一徳        | 志村泉 崎山知明（メカ）   | A - ジャミングガールズ / VF-11D改ファイター B - ジャミングボーイズ / VF-11D改バトロイド |
| 第33話 | 6月4日          | 裏切りと少女の涙       | 大橋志吉       | 藤本義孝       | 日下直義        | 新羽こういちろう          | A - バサラ / VF-19改バトロイド B - シビル (B)                                           |
| 第34話 | 6月11日         | ギギルが歌った日       | 隅沢克之       | 吉田俊司       | 吉田俊司        | 岩井優器                  | A - ミレーヌ、グババ B - バサラ / VF-19改バトロイド                                     |
| 第35話 | 6月18日         | ふたりだけの夜         | 大橋志吉       | 日下直義       | 前田光悦        | 深沢幸司                  | A - ミレーヌ / VF-11MAXL改ファイター B - ガムリン / VF-17Sバトロイド                    |
| 第36話 | 6月25日         | 男たちの熱歌           | 隅沢克之       | 牛草健         | 牛草健          | 増谷三郎                  | A - バサラ / VF-19改ガウォーク B - シビル (A)                                           |
| 第37話 | 7月2日          | 宇宙遺跡のナゾ？       | 富田祐弘       | 棚橋一徳       | 棚橋一徳        | 志村泉 崎山知明（メカ）   | A - ガムリン / VF-17Sバトロイド B - シビル (B)                                          |
| 第38話 | 7月9日          | 禁断惑星のシビル       | 富田祐弘       | 藤本義孝       | 藤本義孝        | 後藤圭二 伊藤浩二（メカ） | A - ゲペルニッチ B - マックス / バトル7強攻型                                           |
| 第39話 | 7月16日         | 帰ってきたバサラ       | アミノテツロー | 藤本義孝       | 藤本義孝        | 桂憲一郎                  | A - アリス / VF-19改ファイター B - ジャミングガールズ / VF-11D改ファイター              |
| 第40話 | 7月23日         | 星を越える想い         | 大橋志吉       | 吉田俊司       | 吉田俊司        | 岩井優器                  | A - ガムリン / VF-17Sバトロイド B - バサラ / VF-19改バトロイド                          |
| 第41話 | 7月30日         | ミレーヌ大好き！       | 隅沢克之       | 日下直義       | 前田光悦        | 新羽こういちろう          | A - ミレーヌ、グババ B - 美穂、サリー / バトル7空母モード                               |
| 第42話 | 8月6日          | 決死の捕獲大作戦       | 富田祐弘       | 牛草健         | 牛草健          | 増谷三郎                  | A - ビヒーダ B - シビル (B)                                                             |
| 第43話 | 8月13日         | それぞれの別れ         | 大橋志吉       | 棚橋一徳       | 棚橋一徳        | 志村泉 崎山知明（メカ）   | A - Fire Bomber B - ミリア、マックス                                                    |
| 第44話 | 8月20日         | 悪夢の突入作戦         | 隅沢克之       | 藤本義孝       | 藤本義孝        | 杉光登                    | A - マックス / バトル7強攻型 B - ガムリン / VF-17Sバトロイド                            |
| 第45話 | 8月27日         | 野望の第4惑星          | 富田祐弘       | 吉田俊司       | 吉田俊司        | 岩井優器                  | A - ゲペルニッチ B - ミレーヌ、グババ                                                   |
| 第46話 | 9月3日          | ガムリンの反乱         | 大橋志吉       | 日下直義       | 前田光悦        | 新羽こういちろう          | A - ガムリン / VF-17Dファイター B - ミレーヌ / VF-11MAXL改ファイター                    |
| 第47話 | 9月10日         | バサラ死す             | 隅沢克之       | 牛草健         | 牛草健          | 増谷三郎                  | A - バサラ / VF-19改バトロイド B - シビル (B)                                           |
| 第48話 | 9月17日         | ミレーヌ涙の熱唱       | 富田祐弘       | 棚橋一徳       | 棚橋一徳        | 志村泉 崎山知明（メカ）   | A - ガムリン / VF-17Dファイター B - ミレーヌ / VF-11MAXL改ファイター                    |
| 第49話 | 9月24日         | 銀河に響く歌声         | 富田祐弘       | アミノテツロー | 藤本義孝        | 前田明寿 伊藤浩二（メカ） | A - バトル7ブリッジオペレーター B - バサラ、ミレーヌ                                    |
| 第50話 | 未放映          | オン ステージ          | 富田祐弘       | 吉田俊司       | 吉田俊司        | 岩井優器                  | A - ジャネット、ヘネシー、広報、ジェシカ B - グババ、ミレーヌ                           |
| 第51話 | 未放映          | どっちが好きなの？     | 大橋志吉       | 日下直義       | 日下直義        | 佐藤和巳                  | A - フラスチャカヤ B - レックス                                                         |
| 第52話 | 未放映          | 最強女の艦隊           | 隅沢克之       | 藤本義孝       | 藤本義孝        | 桂憲一郎 伊藤浩二（メカ） | A - クロレ、トランキル B - 花束の少女                                                   |

## 関連番組

### テレビ番組
マクロス最速発進!!
本放送開始前の1994年10月2日に番組宣伝として放映された特別番組。「マクロスシリーズ」三大要素の観点からこれまでのシリーズ作品の概要が紹介され、『マクロス7』のメイキング映像と制作者（河森正治、アミノテツロー）・出演者（速水奨、桜井智、林延年）へのインタビューが流された。司会はラサール石井と堀江奈々、ナレーションは内海賢二が担当。VHS/LD/DVD『マクロス7 (1) 』に映像特典として収録されている。

### ラジオ番組
TBSラジオ、MBSラジオ、CBCラジオにて関連ラジオ番組を放送。番組の後半はドラマコーナーとなっており「マクロス・クラシック」、「マクロス7 トラッシュ」、「マクロス・ジェネレーション」といった「マクロス」関連作が放送され、それ以外の作品も放送された。
マクロスワールド
パーソナリティー - 子安武人、中川亜紀子
アニメExpress〜ギャラクシー・ネットワーク〜
パーソナリティー - 桜井智、向井政生

## 関連メディア

### 映像ソフト
すべてバンダイビジュアルから販売。
VHS/LD
VHSは1995年3月25日から1996年2月25日まで月1回、25日に発売（12月のみ18日発売）。 全13巻、規格品番はBES-1144 - BES-1156。
LDは1995年4月25日から1996年3月25日まで月1回、25日に発売（12月のみ18日発売）。全13巻、規格品番はBELL-761 - BELL-768（第1 - 8巻）、BELL-771 - BELL-774（第9 - 12巻）、BELL-888（第13巻）。
VHS、LDとも第1巻には特別番組『マクロス最速発進!!』、第13巻にはテレビ未放映話「最強女の艦隊」を収録。
マクロス7 アンコール
VHS、LD版ともに1995年12月18日発売。テレビ未放映話「オン ステージ」、「どっちが好きなの？」の2編を収録。
DVD
2001年3月25日から2002年3月25日まで月1回、25日に発売（12月のみ21日発売）。全13巻、規格品番はBCBA-0735 - BCBA-0747。『マクロス7 アンコール』の内容は第13巻に「最強女の艦隊」を含めて収録された。
マクロス7 リマスターボックス（DVD）
「マクロスシリーズ」25周年を記念して、HDリマスター版を2007年9月25日に発売。『 - Vol.1』は第1 - 30話、『 - Vol.2』は第31 - 49話・未放映3話・劇場版・OVA4話を収録。『 - Vol.1』の規格品番はBCBA-3049、『 - Vol.2』の規格品番はBCBA-3050。
マクロス7 Blu-ray Box Complete FIRE
「マクロスシリーズ」30周年を記念してBlu-ray Disc化。『 - 1』は第1 - 29話、『 - 2』は第30 - 49話・未放映3話・劇場版・OVA4話を収録。さらにオーディオコメンタリーなどが追加されている。『 - 1』が2012年10月26日発売、規格品番はBCXA-0599、『 - 2』が2012年12月21日発売、規格品番はBCXA-0600。

#### 特典映像
マクロス7ぷらす
VHS/LD/DVD各巻に収録。各キャラクターの経歴やオフショット、ミュージックビデオ、ライブ映像などが観られる。
1. グッドモーニング・ミレーヌ
2. 突撃あこーすてぃっくラブハート
3. 大道格闘士 美比夷陀 不火洲
4. レイとアキコとステファンと…
5. TOP GAMRIN
6. SEVEN BRIDGE
7. Fire Bomber 1st. Live
8. SPIRITIA DREAMING
9. グババの惑星
10. シティポリス24時！
11. MILIA THE PRESIDENT
12. Let's Bomber!

### CD
作中で使用されたFire Bomberなどの歌唱曲を集めたもの。

### 書籍
- 『マクロス7 設定資料集』ムービック、1994年発売。
- 『マクロス7 動画集』ムービック、1995年発売。
- 『マクロス7 動画集（ミレーヌ編）』ムービック、1995年発売。
- 『THIS IS ANIMATION Special マクロス7』小学館、1995年1月発行、ISBN 978-4-09-101580-8。
- 『マクロス7 アニメーション資料集』小学館、1995年7月発行、ISBN 978-4-09-101583-9。
- 『ミス マクロス7』徳間書店、1995年9月発行。
- 『FIRE BOMBER 公式プログラム in マクロス7』徳間書店、1995年10月発行。
- 『マクロス7 FIRE BOMBER THE BEST』ムービック、1995年10月発行。
  - 『バンドスコア マクロス7 FIRE BOMBER BEST SCORE』ケイ・エム・ピー、2009年4月21日発行、ISBN 978-4773229691（復刻版）。
- 『電撃データコレクション マクロス7』アスキー・メディアワークス、2012年10月31日発行、ISBN 978-4048910644。

## 関連作品

### 劇場用作品
マクロス7 銀河がオレを呼んでいる!
1995年10月7日公開。テレビシリーズ第38話以降に位置する内容の番外エピソード。『マクロスプラス MOVIE EDITION』と併映。
マクロスFB7 銀河流魂 オレノウタヲキケ!
2012年10月20日公開。「マクロスシリーズ」30周年記念作品。テレビシリーズを90分に再編集し、『マクロスF』の新作映像を加えた作品。

### OVA
マクロス ダイナマイト7
1997年に発表されたOVAシリーズ。テレビシリーズの1年後（2047年）を描いた続編。

### オーディオドラマ

#### CDドラマ
マクロス7 ドッキングフェスティバル 歌は銀河を救う
1995年3月24日発売。テレビシリーズの第22話と第23話の間に相当する番外エピソード。
マクロス7 Fire Bomber Galaxy Network Vol.0
非売品シングルCD（CDES-145）。出演は林延年（バサラ）、桜井智（ミレーヌ）、子安武人（ガムリン）、重塚利弘（アナウンサー）、丹下桜（オペレーター）。

#### ラジオドラマ
『アニメExpress〜ギャラクシー・ネットワーク〜』内で放送されたラジオドラマシリーズ。「CDシネマシリーズ」としてCD化されている。各巻台本付き。各巻に「特別付録」が収録されており、『CDシネマ3』以降は学園コメディ調のパロディ作品「熱血!! 歌番長バサラ」を収録（全3話）。
CDシネマ1 Mellow Heart Beat
1995年9月21日発売。マクロス7内に新たに開設された民間向けの通信網「パソクラ」で熱気バサラに思いを伝えようと悪戦苦闘する「少女A」の姿を描く。
CDシネマ2 Melodious Illusion
1995年10月21日発売。「パソクラ」のネットワーク内で発生したコンピューター・ゴーストの反乱を描く。
CDシネマ3 GALAXY SONG BATTLE 1
1996年1月24日発売。
CDシネマ4 GALAXY SONG BATTLE 2
1996年3月6日発売。
CDシネマ5 GALAXY SONG BATTLE 3
1996年4月3日発売。
『CDシネマ3』から『CDシネマ5』は、音楽によって発展した宇宙文明「オーダ音楽帝国」にスカウトされたFire Bomberが、マクロス7の命運をかけて各文明代表の歌手と対決するという内容。

#### カセットドラマ
MACROSS7 GALAXY NETWORK EX
『アニメディア』1995年10月号の応募者全員サービス。出演は林延年、桜井智。
アニメイトカセットコレクション
ムービックから発売されたカセットドラマシリーズ。
1. ロンゲスト・ノイズ・デイ（アニメイトカセットコレクション45、1995年10月1日発売。脚本 - 静谷伊佐夫、構成・音楽 - アミノテツロー）
2. バサラ抹殺計画（アニメイトカセットコレクション51、1996年3月1日発売。脚本 - 村山靖、監修 - 藤本義孝）

#### インターネット
『マクロス7』30周年記念 公式同人オーディオドラマ 〜歌は銀河を救えるのか!?〜
YouTubeで2024年10月16日（『マクロス7』放送開始記念日）より公開、全3話、脚本はアミノテツロ。Fire Bomberがアミューズメント艦ハリウッド落成記念ライブ出演を控えながらもバサラが行方不明になるという内容。本ドラマ全3話を収録したCD（FLDCM-32）は、10月30日から11月30日までの「超時空ファンクラブ マクロス魂」会員限定先行予約で2025年2月中旬に発送され、2025年2月21日・22日に東京都の豊洲PITで開催されたライブ「SANKYO presents MACROSS 7 30th Anniv. FIRE BOMBER LIVE 2025 〜BURN! BURN! BURN!〜」の会場においても数量限定で販売された。第3話はこのCDのみで聴くことができる。
- 第1話 - YouTube（2024年10月16日公開）
- 第2話 - YouTube（2024年10月30日公開）

### 漫画
マクロス7 トラッシュ
同じマクロス7船団を舞台に、異なる登場人物で描いたサイドストーリー。作者はアニメのキャラクター原案も務める美樹本晴彦。単行本は角川書店より全8巻刊行（1994年 - 2001年）。
バルキリーロック
『月刊コロコロコミック』（小学館）1994年11月号から1995年3月号にかけて連載されたギャグ漫画。作者はおちよしひこ。単行本化はされていない。
マクロス7外伝 明日へのエチュード
『小学六年生』（小学館）1994年12月号付録。シナリオは黒沢哲哉、作画は天獅子悦也。2040年の惑星パトスにおけるバサラの活躍を描いている。
マクロス7thコード
『マクロスエース Vol.001 ガンダムエース3月号増刊』（角川書店、2009年）より同『Vol.008』まで連載。作者は叶之明。
『マクロス7』より7年後の物語。シティ7行政府高官の娘でピアノに熱中する少女ミオ・レヴィナスが、多発するゼントラーディ犯罪に対抗すべく結成された新生サウンドフォースに入隊し、先輩のラナ・アクラとともに出撃する。
2012年8月10日、角川書店より単行本刊行。全1巻。

### ゲーム
マクロス デジタルミッション VF-X
PlayStation用 。ストーリー上の直接的な関わりはないが、本作の挿入歌「TRY AGAIN」がオープニングテーマに使用され、本作の登場人物、美保美穂が登場する。
マクロス7 -銀河のハートを奮わせろ!!-
ゲームボーイカラー用。『マクロス7』単体でのゲーム化作品。
マクロスエースフロンティア
PlayStation Portable用。『マクロス7』は「スピーカーポッド」から「銀河に響く歌声」までテレビシリーズをモチーフにしたミッション、「ニュープレリュード」などのゲームオリジナルストーリーをはじめとする合計18のミッションが収録されている。本編クリア後はプロトデビルン側でのプレイも可能になる。
マクロスアルティメットフロンティア
PlayStation Portable用。『マクロス7』のミッションは前作同様「スピーカーポッド」から「銀河に響く歌声」まで収録されているほか、テレビ未放映話の「最強女の艦隊」のミッションが追加されている。また前作に登場しなかったレイ、ビヒーダといった人物や、バルキリー用のオプション装備としてサウンドブースターなどが追加されている。
マクロストライアングルフロンティア
PlayStation Portable用。劇場版『銀河がオレを呼んでいる!』に登場するクァドラン・キルカが追加されている。
マクロス30 銀河を繋ぐ歌声
PlayStation 3用。2013年2月28日、バンダイナムコゲームスより発売。2060年を舞台に歴代シリーズ作品のキャラクターやメカが集結するフライトアクションRPG。
歌マクロス スマホDeカルチャー
iOS / Android用。2017年から2022年にかけてDeNAより配信。歴代シリーズ作品が集結したリズムゲーム。
マクロス -Shooting Insight-
Nintendo Switch、PlayStation 5、PlayStation 4、Steam用。ブシロードより2024年3月14日発売。歴代シリーズ作品が集結したスクロールシューティングゲーム。バトル7が舞台となり、「ガムリン・木崎&VF-17S」が操作可能。

#### スーパーロボット大戦シリーズ
ロボットアニメ作品をクロスオーバーさせたシミュレーションRPG「スーパーロボット大戦シリーズ」のうち、以下の作品に登場（シリーズでは「参戦」と呼称）する。
スーパーロボット大戦D
ゲームボーイアドバンス用。同シリーズ初登場。
第3次スーパーロボット大戦α 終焉の銀河へ
PlayStation 2用。登場キャラクターに初めて声優ボイスが付く。
第2次スーパーロボット大戦Z 再世篇
PlayStation Portable用。続編の『マクロス ダイナマイト7』とともに登場。本作の14年後を舞台とする『マクロスF』と共演している。
第3次スーパーロボット大戦Z 時獄篇・天獄篇
PlayStation 3 / PlayStation Vita用。『第2次スーパーロボット大戦Z 再世篇』の続編で、引き続き『マクロス ダイナマイト7』、『マクロスF』とともに登場する。
スーパーロボット大戦X-Ω
iOS、Android用。2019年9月16日から23日までの期間限定で登場。

## コラボレーション
マクロス7×エンターベル at 養老乃瀧
『マクロス7』25周年の2019年11月15日から12月1日にかけてBANDAI SPIRITS フードエンターテインメント開発部が実施した、『マクロス7』とエンターテインメントレストラン・レーベル「エンターベル」のコラボレーション（コラボ）企画。開催店舗は東京都の養老乃瀧池袋西口店、愛知県の一軒め酒場伏見店、大阪府の一軒め酒場天王寺北口店。偶然店舗を訪れた熱気バサラという設定の録りおろしボイスストーリーを聴くことができ、コラボメニューの提供や限定グッズの販売が行なわれた。
トランスフォーマー/マクロス7 バサラプライム
2024年、タカラトミーのハイターゲット向けホビーレーベル「T-SPARK」の他社IPとのコラボレーション商品を展開するシリーズ「SYNERGENEX」において、40周年を迎える「トランスフォーマー」と、30周年を迎える『マクロス7』のコラボ商品展開が発表された。2025年1月17日から1月19日まで開催されたイベント「T-SPARK ZONE 2025」において、「トランスフォーマー」のオプティマスプライムと『マクロス7』の熱気バサラを合わせたフィギュア「シナジネクス バサラプライム」の原型が展示された。バサラの歌エネルギーの影響でオプティマスプライムがファイヤーバルキリーに似た姿になったという設定で、ファイターモード、ガウォークモード、ロボットモード、ビークルモード、コンテナ、トレーラービークルモード、ライブステージモードの7形態をとることが可能。2025年7月3日より予約が開始され、2026年3月下旬に発売予定。